# 殷旦
殷旦，浙江蕭山人，明朝政治人物、進士。
永乐四年（1406年），中進士二甲第五十七名，授監察御史。為官敢言，不避權貴。后拜為交趾按察副使。黎利叛變時，安南被占，殷旦被逮捕，后不屈自盡。